# Сила (1918 – 1924)
Вижте пояснителната страница за други значения на Сила.
„Сила“ е българско седмично списание за политика, обществен живот и литература, основано и издавано от Христо Силянов от 1918 до 1920 и от 1922 до 1924 година. Списанието е близко до Прогресивнолибералната партия.
Списанието е основано от Силянов след излизането му от Централния затвор в 1918 година след края на Първата световна война. Редактори на изданието са Коста Списаревски, Димитър Христов и Коста Тодоров, също като Силянов лежал в затвора са просъглашенски шпионаж. В списанието пише и Злати Чолаков. В списанието са публикувани много творби на Силянов, Христо Смирненски, Светослав Минков, Владимир Полянов, Ламар, Александър Дзивгов.
В 1919 година на страниците на списанието Владислав Ковачев започва дискусия за миналото и бъдещето на ВМОРО и за законността на новия Централен комитет Александров, Протогеров, Чаулев, в която участва и Христо Татарчев.
В 1921 година „Сила“ се обявява против земеделското правителство и започва да подкрепя сформирания Конституционен блок. Списанието е против Септемврийското въстание. В края на 1923 година „Сила“ е спряно.